# 契腊
那空猜西王子契腊普拉瓦（1876年7月11日—1913年4月2日），或称契腊，为泰国却克里王朝第五代国王拉玛五世之子。早年在英国、丹麦留学，后来回国并担任泰国皇家陆军司令。

## 生平
契腊年幼时与兄弟吉谪耶孔、腊比等人一同被父亲拉玛五世送到英国留学，1892年前往丹麦皇家军事学院，先后在学校学习丹麦语及军事技术，并得到了丹麦王室的青睐。
1896年，契腊学成归国，期间曾在1897年陪同父亲出访丹麦，1901年，契腊出任泰国皇家陆军司令，在此期间，他大力协助父亲拉玛五世进行军事改革，并提出在国内建立十支现代化陆军师部队，以对抗印度支那的法军，维护泰国的领土主权。在他的主持下，泰国于1905年确立了现代兵役制度，并于1910年建立了9支正规陆军师，实力亦可与法属印度支那的法军部队抗衡，契腊也因此得到“现代泰国军队之父”的称号。
1913年，契腊因病逝世，享壽36歲。